# Taurotagus impressus
Taurotagus impressus là một loài bọ cánh cứng trong họ Cerambycidae.